# グランクレストRPG
『グランクレストRPG』は、矢野俊策／チーム・バレルロールが製作したファンタジー戦記RPG。
2013年12月に富士見書房（KADOKAWA）から出版された。
ワールドデザインは水野良。システムデザインは矢野俊策、三輪清宗、重信康。

## 概要
アトラタン大陸と呼ばれる地で戦争などを行なうファンタジー戦記RPG。
プレイヤーキャラクターを領主（ロード）などに据えることで、戦争や領土争いを物語に選ぶことができるのが特徴である。
それを可能にする国管理ルールやマスコンバットルールが用意されている。
カウントという点数を増やすことで、国も成長する。

## 世界設定
アトラタン大陸では混沌（カオス）という自然律をゆがめる力が働いている。
混沌の作用はいつどこに発生するか分からない。
その作用によってあらゆる不自然な出来事が発生しうる。
物が上空へと落ちていくことも、突然に火柱が発生することも、異世界からの投影体が現れて暴れ出すこともある。
あるとき、ファースト・ロードと呼ばれる英雄が聖印（クレスト）という力を見出した。
聖印はそれを持つ人物の頭上や前面に現れて光り輝き、その輝きで混沌を消去することができた。
聖印を持つことのできる人物はロードと呼ばれるようになり、ロードのいる所に都市や国ができるようになった。
混沌を部分的に制御してその力を引き出す方法は、魔法と呼ばれた。
魔法を使うメイジたちは魔法師協会を結成し、ロードの元に実力の見合うメイジを派遣するようになった。
ごく稀に、混沌の力をその体に取り込み、不思議なことに生き残ることができる人間が現れることもあった。
混沌を取り込んだ人間はアーティストと呼ばれることになり、自らの身体に混沌による変化を引き起こすことができた。
『グランクレストRPG』の物語は、ロードとメイジとアーティストの活躍によって作られる物語である。

## システム

### キャラクターメイキング
プレイヤーキャラクターはクラスを4種類からひとつ選択する。
さらにクラスに対応して選択できるスタイルをひとつ選択する。
このスタイルがプレイヤーキャラクターの能力の主要な部分を決めることになる。
スタイルごとに専用のスキルといわれる特殊能力が取得できる。スキルはレベルを上昇させることによって追加取得が可能である。

### 行為判定
行為判定は上方判定に属する。使用されるランダマイザーは六面体ダイス（D6）複数個である。
「（技能レベル）D6＋能力値」で得た数値が行為判定の目標値以上ならば判定は成功とみなされる。
ダイスに出目6が2個以上あればクリティカルとなる。
ファンブルのルールはない。

### 天運
天運は一種のヒーローポイントである。
作成直後のプレイヤーキャラクターの天運の初期値は3点となる。
天運の点数は、一部のスキルによって増やすことができる。
プレイヤーキャラクターは天運を消費することで、行為判定のダイスを天運1点につき1D6増加することができる。
天運は一度の行為判定に何点でも使用できる。
天運はプレイ中に誓いを立てることで、さらに3点まで獲得することができる。

### 国管理
ロードが持つ国をデータとして管理することができる。
国は専用のシートによって管理され、国資源や部隊を取得する。
部隊は後述のマスコンで使用されるデータとなる。

### マスコンバット（大規模戦闘）
省略してマスコンと呼ばれる。
それぞれのキャラクターが部隊を率いて行なう大規模戦闘がマスコンルールで処理される。
部隊を率いていると、データで決められた分だけHP修正や攻撃力修正などを受ける。
部隊はダメージや時間経過で士気を失っていき、すべての士気を失うと部隊崩壊状態となる。
部隊崩壊状態では、「受けるダメージ大幅上昇」「与えるダメージ大幅低下」など、非常に不利となる。

### 魔境
混沌災害が定着してしまった空間は魔境と呼ばれる。
魔境の中ではランダムに変異律とハプニングの効果が働く。

## クラスとスタイル
- ロード
  - セイバー - 聖印の力で剣や槍を鋭くするスタイル。
  - パラディン - 盾や鎧に聖印の力を与える防御に優れたスタイル。
  - ルーラー - 聖印の力で時間を巻き戻すなど支援を得意とするスタイル。
  - アーチャー - 矢に聖印の力を乗せて発射するスタイル。
  - キャヴァリアー - 乗騎に聖印の力を与えるスタイル。
  - メサイア - 聖印の力で治療を行なうスタイル。
  - マローダー - 聖印の力を破壊力に変えて多数をなぎ倒すスタイル。
  - パニッシャー - 聖印の力で混沌を祓うことに特化したスタイル。

- メイジ
  - エレメンタラー - 地水火風の四大元素を操る魔法師。
  - ヒーラー - 治療技術に長けた魔術師。
  - プロフェット - 時と空間を操る魔術師。
  - アルケミスト - 錬金術を扱う魔術師。国資源が高くなると魔法の効果も強くなる。
  - サイキック - 精神力を運動エネルギーに変える魔法師。
  - サモナー - 異世界から投影体を召喚する魔法師。一時的召喚だけでなく長時間の召喚も選ぶことができる。
  - ウィザード - 基礎と六系統の七色の魔法すべてを使いこなす魔法師。

- アーティスト
  - アンデッド - 混沌によって肉体を不死身に変質させたスタイル。
  - シャドウ - 混沌によって隠密暗殺能力を得たスタイル。
  - シューター - 混沌によって射撃攻撃に向く知覚力を得たスタイル。
  - ライカンスロープ - 混沌によって身体の一部を獣人に変化させたスタイル。
  - アームズ - 混沌によって武器を扱う肉体を最適化したスタイル。
  - エーテル - 混沌によって炎などひとつの力を発現させるスタイル。
  - レイヤー：ヒロイック - 混沌によって神話的な英雄を模倣してみせるスタイル。
  - レイヤー：ドラゴン - 混沌によって竜の力を模倣してみせるスタイル。
  - ミラージュ - 混沌によって顔や体を自由に変えられるスタイル。
  - レイヤー：デーモン - 混沌によって悪魔の力を模倣してみせるスタイル。

- 投影体
  - 地球人 - 地球からやって来た現代人の投影体。
  - エルフ - エルフ界からやって来た投影体。
  - オルガノン - ヴェリア界からやって来た「魂を持つ道具」の投影体。擬人化して人間の姿になることもできる。
  - 妖精 - ティル・ナ・ノーグ界からやって来た妖精の投影体。他者を手助けするのが得意である。
  - 神格 - 神々が化身として出現した投影体。